# Pöcking
Pöcking ist eine Gemeinde im oberbayerischen Landkreis Starnberg in Deutschland.

## Geografie
Pöcking liegt in der Region München, etwa 25 km südwestlich vom  Münchner Zentrum entfernt. Die Teilorte Possenhofen und Niederpöcking grenzen an den Starnberger See, so dass auch ein Anschluss an den überwiegend touristisch geprägten Seefahrtslinienverkehr im Starnberger See besteht. Nach Starnberg im Norden sind es etwa vier Kilometer.
Die Gemeinde hat sechs Gemeindeteile (in Klammern ist der Siedlungstyp angegeben):
- Aschering (Kirchdorf)
- Maising (Kirchdorf)
- Niederpöcking (Dorf)
- Pöcking (Pfarrdorf)
- Possenhofen (Kirchdorf)
- Seewiesen (Einöde)

Es gibt die Gemarkungen Aschering, Maising und Pöcking.

## Geschichte

### Bis zur Gemeindegründung
Der Ortsname ist im 14. Jh. als Peking ersturkundlich genannt. Es liegt der bajuwarische Personenname Becco/Pecco zugrunde.
Pöcking gehörte den Grafen La Rosée und war ein Teil der geschlossenen Hofmark Garatshausen-Possenhofen; sie war wiederum Teil des Kurfürstentums Bayern. Im Zuge der Verwaltungsreformen in Bayern entstand mit dem Gemeindeedikt von 1818 die heutige Gemeinde.

### Eingemeindungen
Im Zuge der Gebietsreform in Bayern wurde am 1. Juli 1972 die Gemeinde Aschering eingegliedert. Maising kam am 1. Januar 1978 hinzu.

### Einwohnerentwicklung
| Jahr      | 1840 | 1900 | 1939 | 1950 | 1961 | 1970 | 1987 | 1988 | 1991 | 1995 | 2005 | 2010 | 2015 | 2018 | 2020 | 2023 |
| --------- | ---- | ---- | ---- | ---- | ---- | ---- | ---- | ---- | ---- | ---- | ---- | ---- | ---- | ---- | ---- | ---- |
| Einwohner | 549  | 838  | 1184 | 2786 | 3213 | 3195 | 5272 | 5382 | 5585 | 5543 | 5690 | 5618 | 5755 | 5647 | 5587 | 5617 |

## Politik

### Gemeinderat
Bei der Kommunalwahl vom 15. März 2020 haben von den 4449 stimmberechtigten Einwohnern in der Gemeinde Pöcking, 2934 von ihrem Wahlrecht Gebrauch gemacht, womit die Wahlbeteiligung bei 65,95 Prozent lag. Das Ergebnis der Wahl und die sich daraus ergebende Sitzverteilung zeigen die folgenden Diagramme.
|  | Gemeinderatswahl Pöcking 2020Wahlbeteiligung: 66,0 % 50403020100 45,124,619,57,53,4 PWGaCSUGrüneSPDFDPGewinne und Verlusteim Vergleich zu 2014 %p 6 4 2 0 −2 −4 −6+2,6−2,6+5,2−4,8−0,3PWGCSUGrüneSPDFDPAnmerkungen:a Parteilose Wählergruppe | Sitzverteilung im Gemeinderat Pöcking 2020Insgesamt 20 Sitze - SPD: 1 - Grüne: 4 - PWG: 9 - FDP: 1 - CSU: 5 |

| Jahr | CSU | SPD | Grüne | FDP | PWG | UWG | Gesamt | Wahlbeteiligung |
| ---- | --- | --- | ----- | --- | --- | --- | ------ | --------------- |
| 2020 | 5   | 1   | 4     | 1   | 9   | 0   | 20     | 66,0 %          |
| 2014 | 5   | 2   | 3     | 1   | 9   | 0   | 20     | 64,1 %          |
| 2008 | 5   | 2   | 2     | 0   | 10  | 1   | 20     | 68,8 %          |
| 2002 | 6   | 2   | 1     | 1   | 8   | 2   | 20     | 67,4 %          |

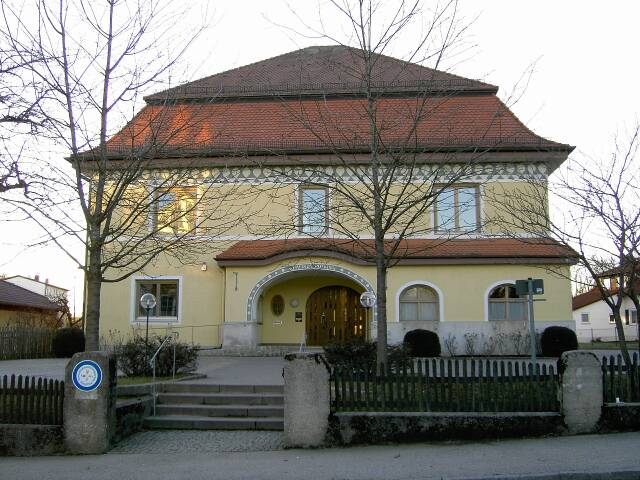
Rathaus von Pöcking

PWG = Parteilose Wählergruppe Pöcking      UWG = Unabhängige Wählergemeinschaft

### Bürgermeister
Erster Bürgermeister ist Rainer Schnitzler (Parteilose Wählergruppe Pöcking). Er wurde im Jahr 2002 Nachfolger von Konrad Krabler (Parteilose Wählergruppe Pöcking). Bei der Kommunalwahl vom 15. März 2020 wurde er mit 79,91 % der Stimmen wiedergewählt.

### Wappen
| Wappen von Pöcking | Blasonierung: „Über blauem Wellenschildfuß in Silber eine auffliegende, golden bewehrte rote Eule.“    |
| Wappen von Pöcking | Wappenbegründung: Das Wappen leitet sich vom Adelsgeschlecht der Herwarths ab. Wappenführung seit 1980 |

## Kultur und Sehenswürdigkeiten

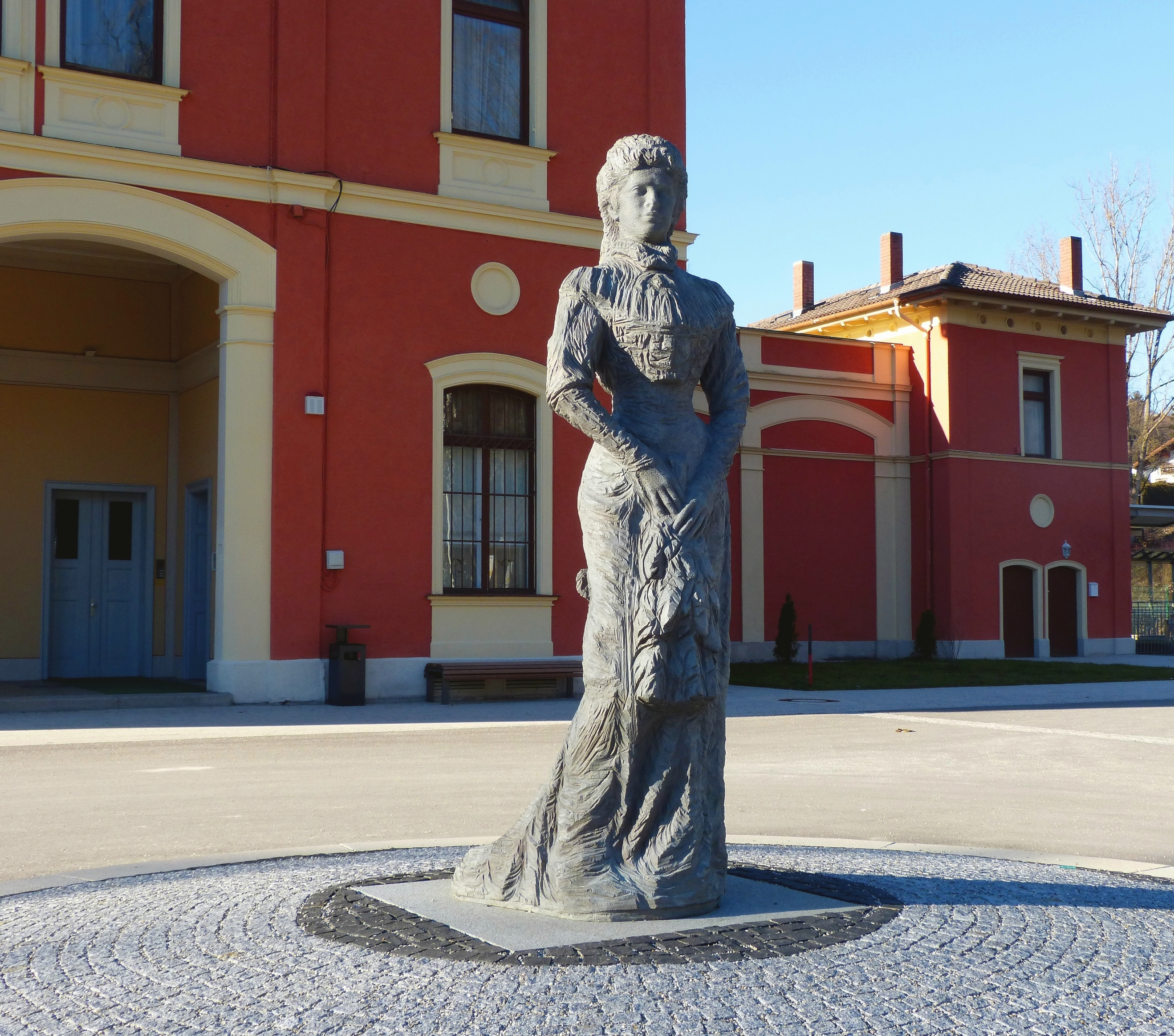
Statue vor dem Kaiserin-Elisabeth-Museum

### Museen
- Kaiserin Elisabeth Museum

### Bauwerke

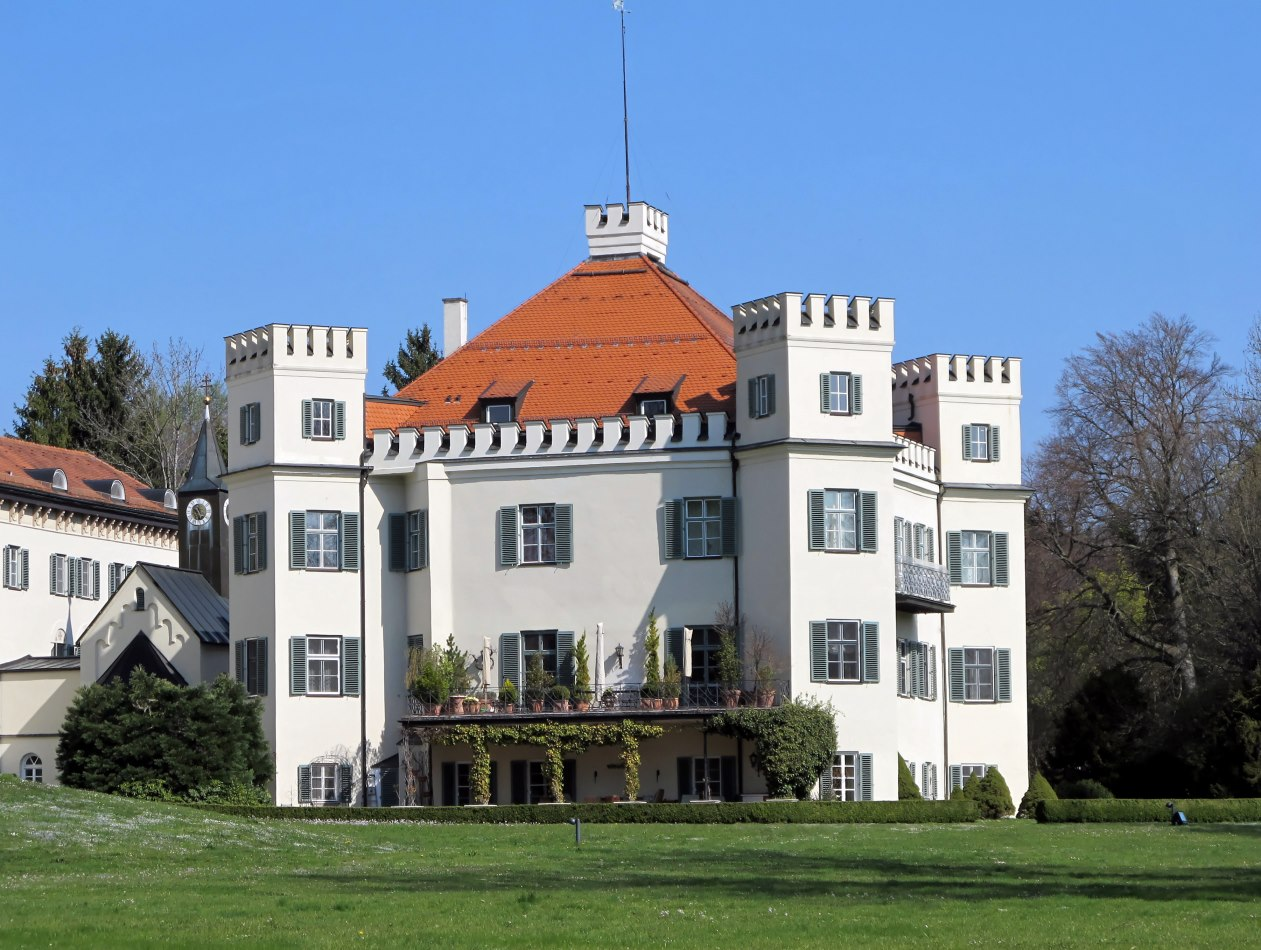
Schloss Possenhofen

- Schloss Possenhofen (nicht öffentlich zugänglich)
- Katholische Pfarrkirche St. Pius
- Katholische Filialkirche St. Ulrich

### Vereine
- Feuerwehr Pöcking e. V.[11]
- Deutsche Lebens-Rettungs-Gesellschaft, Ortsverband Pöcking-Starnberg e. V.
- SCPP Sportclub Pöcking-Possenhofen
- SG „Die Wildschützen e. V.“ Pöcking
- PFC „Pöckinger Faschingsclub e. V.“
- Sportschützen Stamm Pöcking e. V.
- Blaskapelle Pöcking e. V.
- Veteranen und Reservistenkameradschaft Pöcking e. V.

## Wirtschaft und Infrastruktur

### Öffentliche Einrichtungen
- In der General-Fellgiebel-Kaserne in Maxhof sind heute Teile des Ausbildungszentrums CIR der Bundeswehr untergebracht. Vor der Kaserne erinnert ein Gedenkstein an den Namensträger Erich Fellgiebel, der zu den Widerstandskämpfern des 20. Juli 1944 gehörte und 1944 hingerichtet wurde.[12]
- Hallenbad

### Bildung
- Max-Planck-Institut für biologische Intelligenz: Im Ort Seewiesen befindet sich das heutige Max-Planck-Institut für biologische Intelligenz, Standort Seewiesen, ehemals Max-Planck-Institut für Ornithologie, 1954 gegründet als Max-Planck-Institut für Verhaltensphysiologie
- Kindergärten
- Grundschule Pöcking
- Jugendherberge
- Gemeindebücherei
- DGB Bildungswerk e. V. in Niederpöcking

### Wirtschaft
Hauptsächlich lebten die Einwohner vor dem zwanzigsten Jahrhundert vom Fischfang im nahe gelegenen See. Einzelne Fischer begannen mit dem Bau von Fischerbooten. Die Bootswerft der Familie Glas in Possenhofen produziert heute Boote der Drachenklasse. Nach 1945 kamen  Maschinenbau-, Motorrad- und ein Pharmaunternehmen sowie Bauhaupt- und Baunebengewerbe hinzu. Dort waren zeitweise über 200 Leute beschäftigt. Heute (2012) findet man in Pöcking Unternehmen der Dienstleistungsbranche und Leasingunternehmen.

### Verkehr
Durch das Gebiet der Gemeinde Pöcking führt die Bundesstraße 2, die Starnberg mit Weilheim verbindet und quer durch das sogenannte Fünfseenland verläuft.
Ein heute unter Denkmalschutz stehender Bahnhof befindet sich im Ortsteil Possenhofen an der Bahnstrecke München–Garmisch-Partenkirchen. Der Bahnhof wurde 1865 unter König Maximilian II. für den hohen Adel errichtet; Architekt war Georg von Dollmann. Er ist unter dem Namen Kaiserin-Sisi-Bahnhof bekannt; der Pavillonbau (Fürstenbahnhof) mit Flachwalmdach und seitlichen Flügeln ist ein Zeugnis für die privilegierte Benutzung der Eisenbahn durch Hof und Hochadel. 2008 wurde der Bahnhof renoviert, er wird heute von der Linie S6 der S-Bahn München bedient. Eine Buslinie sorgt für den öffentlichen Verkehrsanschluss der Ortsmitte.
| Linie | Linienverlauf |
| ----- | --- |
| S6    | Tutzing – Feldafing – Possenhofen – Starnberg – Starnberg Nord – Gauting – Stockdorf – Planegg – Gräfelfing – Lochham – Westkreuz – Pasing – Laim – Hirschgarten – Donnersbergerbrücke – Hackerbrücke – Hauptbahnhof – Karlsplatz (Stachus) – Marienplatz – Isartor – Rosenheimer Platz – Ostbahnhof – Leuchtenbergring – Berg am Laim – Trudering – Gronsdorf – Haar – Vaterstetten – Baldham – Zorneding – Eglharting – Kirchseeon – Grafing Bahnhof – Grafing Stadt – Ebersberg |

Pöcking wird durch mehrere Regionalbuslinien des MVV erschlossen.
| Linie | Linienverlauf                                                 | Verkehrsunternehmen |
| ----- | ------------------------------------------------------------- | ------------------- |
| 909   | Maising – Starnberg S R – Starnberg Nord S                    | Geldhauser          |
| 956   | Aschering – Wieling – Pöcking – Possenhofen S – Starnberg S R | Geldhauser          |
| 976   | Traubing – Feldafing S – Possenhofen S – Maising              | Geldhauser          |

## Persönlichkeiten

### Söhne und Töchter der Gemeinde
- Carl Theodor in Bayern (1839–1909), geboren in Possenhofen, Augenarzt
- Valentin Koch (1869–1936), Präsident der Reichsbahndirektionen in Würzburg und Regensburg
- Sophie Adelheid in Bayern (1875–1957), geboren in Possenhofen, bayerische Prinzessin
- Elisabeth Gabriele in Bayern (1876–1965), geboren in Possenhofen, spätere Königin der Belgier
- Michael Ramstetter (1953–2022), Journalist und Chefredakteur

### Personen mit Bezug zur Gemeinde
- Moritz Ludwig von Schwind (1804–1871), österreichischer Maler und Zeichner, starb in Niederpöcking
- Johann von Lutz (1826–1890), bayerischer Politiker, starb in Niederpöcking
- Julius Hess (1878–1957), Maler und Kunstprofessor, malte und lebte in der Pixisvilla, starb in Pöcking
- Otto Praun (1894–1960), Gynäkologe und Immobilienhändler, starb in Pöcking
- Herta Hammerbacher (1900–1985), Landschaftsarchitektin, starb in Pöcking
- Charlotte Rohrbach (1902–1981), Fotografin, starb in Pöcking
- Leni Riefenstahl (1902–2003), Tänzerin, Schauspielerin, Filmregisseurin und Fotografin, wohnte und starb in Pöcking
- Helmut Ammann (1907–2001), Schweizer Bildhauer, Maler, Graphiker und Glasmaler, starb in Pöcking
- Karl Manninger (1912–2002), Kirchenmaler, lebte und starb in Pöcking
- Matthias Defregger (1915–1995), Weihbischof im Erzbistum München und Freising, lebte die letzten Jahre bis zu seinem Tod in Pöcking
- Philipp Walulis (* 1980), Fernsehmoderator, wuchs in Pöcking auf

### Ehrenbürger
- Otto von Habsburg (1912–2011), letzter österreichischer Kronprinz, Publizist, Mitglied des Europäischen Parlaments für die CSU, Journalist und Schriftsteller, lebte seit 1954 in Pöcking in der Villa Habsburg
- Konrad Krabler (1930–2022), ehemaliger Erster Bürgermeister (1984–2002)[14]
- 2018: Ralf Kirberg (* 1939), ehemaliger Geschäftsführer des größten Gewerbetreibenden in Pöcking[15]
- 2021: Amelie Erhard, langjährige Kommunalpolitikerin[16]
- 2022: Leonhart Poelt (1929–2023), Betreiber des Posthotel und Heimathistoriker[17][18]